# Централна Мађарска
Централна мађарска регија (мађ. Közép-Magyarország), је једна од седам европских административних јединица Мађарске, налази се на југоисточном делу државе. Припадајућа жупанија је Пешта a центар регије је град Будимпешта. Овај регион је најразвијенији од свих седам региона.
Начином статистичке поделе, НУТС:ХУ, овај регион подпада у две категорије НУТС1 и НУТС2. 

## Географија
Регион се простире у централној Мађарској на 6.919 km², има 2.825.000 становника што даје густину насељености од 408 ст/km². Највиша тачка је планински врх Човањош (Csóványos), 938m.

### Централна Мађарска регија(Közép-Magyarország)
(У загради, поред котарског имена и оригиналног Мађарског имена, су подаци о броју становника из пописа од 1. јануара 2005. године.):

#### Будимпешта(Budapest)
- Будимпештански Budapesti kistérség; (1.697.343)

#### Пешта(Pest megye)
- Асодски Aszódi kistérség; (35.281)
- Будаершки Budaörsi kistérség; (146.852)
- Цегледски Ceglédi kistérség; (122.113)
- Дабашки Dabasi kistérség; (43.475)
- Дунакешки Dunakeszi kistérség; (64.414)
- Ердски Érdi kistérség; (107.020)
- Геделски Gödöllői kistérség; (107.020)
- Ђалски Gyáli kistérség; (73.493)
- Моноријски Monori kistérség; (90.640)
- Нађкатајски Nagykátai kistérség; (61.481)
- Пилишверешварски Pilisvörösvári kistérség; (84.999)
- Рацкевешки Ráckevei kistérség; (127.619)
- Сентендрејски Szentendrei kistérség; (73.082)
- Собски Szobi kistérség; (13.002)
- Вашки ; (68.467)
- Верешеђхашки Veresegyházi kistérség; (31.691)

## Насеља

### Главни град
- Будимпешта Budapest;

### Градови са статусом жупаније
- Ерд ;

### Градови
Абоњ Abony; Албертирша Albertirsa; Асод Aszód; Будакеси Budakeszi; Будаерш Budaörs; Цеглед Cegléd; Дабаш Dabas; Дунахарасти Dunaharaszti; Дунакеси Dunakeszi; Дунаваршањ Dunavarsány; Фот Fót; Гед Göd; Геделе Gödöllő; Ђал Gyál; Ђемре Gyömrő; Киштарча Kistarcsa; Монор Monor; Нађката Nagykáta; Нађкереш Nagykőrös; Нађмарош Nagymaros; Оча Ócsa; Еркењ Örkény; Пецел Pécel; Пилиш Pilis; Пилишверешвар Pilisvörösvár; Помаз Pomáz; Рацкеве Ráckeve; Сазхаломбата Százhalombatta; Сентендре Szentendre; Сигетхалом Szigethalom; Сигетсентмиклош Szigetszentmiklós; Соб Szob; Иле Üllő; Текел Tököl; Тура Tura; Вац Vác; Вечеш Vecsés; Верешеђхаз Veresegyház; Вишеград Visegrád.

### Општине

#### Пешта (жупанија)
| - Ача ; - Алшонемеди ; - Апај ; - Апорка ; - Баг ; - Барнецебарати ; - Бење ; - Бијаторбађ ; - Будајене ; - Будакалас ; - Буђи ; - Валко ; - Вашад ; - Вацдука ; - Вацегреш ; - Вацхарћан ; - Вацкишујфалу ; - Вацратот ; - Вацсентласло ; - Вамошмикола ; - Вереце ; - Вершег ; - Галгађерк ; - Галгахевиз ; - Галгамача ; - Гомба ; - Дансентмиклош ; - Дањ ; - Делеђхаза ; - Диошд ; - Домоњ ; - Демшед ; - Дунабогдањ ; - Ечер ; - Ердекертеш ; - Жамбок ; - Жамбек ; | - Зебегењ ; - Иклад ; - Инарч ; - Ипољдамашд ; - Ипољтелђеш ; - Ишасег ; - Јаскарајене ; - Какуч ; - Картал ; - Кава ; - Кеменце ; - Керепеш ; - кишкунлацхаза ; - Кишмарош ; - Кишнемеди ; - Кишороси ; - Кочер ; - Кошд ; - Кошпалаг ; - Кока ; - Керештететлен ; - Леањфалу ; - Леткеш ; - Лорев ; - Маглод ; - Мајошхаза ; - Макад ; - Маријаностра ; - Менде ; - Микебуда ; - Мођород ; - Нађбержењ ; - Нађковачи ; - Нађтарча ; - Њаређхаза ; - Њаршапат ; - Ербоћан ; | - Панд ; - Паћ ; - Пенц ; - Пербал ; - Перечењ ; - Петери ; - Пилишберешјене ; - Пилишчаба ; - Пилишјасфалу ; - Пилишсанто ; - Пилишсентиван ; - Пилишсенткерест ; - Пилишсентласло ; - Почмеђер ; - Пуставач ; - Пустасамор ; - Пишпекхатван ; - Пишпексилађ ; - Рад ; - Реметселеш ; - Сада ; - Сентлеринцката ; - Сентмартонката ; - Сигетбече ; - Сигетчеп ; - Сигетмоноштор ; - Сигетсентмартон ; - Сигетујфалу ; - Сокоља ; - Сед ; - Седлигет ; - Тахитетфалу ; - Таксоњ ; - Татарсентђерђ ; - Таборфалва ; - Тапиобичке ; - Тапиођерђе ; | - Тапиошаг ; - Тапиосече ; - Тапиоселе ; - Тапиосентмартон ; - Тапиоселеш ; - Тарнок ; - Телки ; - Теша ; - Тиње ; - Тоалмаш ; - Тек ; - Терекбалинт ; - Тертел ; - Ујхарћан ; - Ујленђел ; - Ујсилваш ; - Ури ; - Ирем ; - Фармош ; - Фелшепакоњ ; - Халастелек ; - Херцегхалом ; - Хернад ; - Хевизђерк ; - Цегледберцел ; - Чеме ; - Чевхараст ; - Чобанка ; - Чомад ; - Чемер ; - Черег ; - Чевар ; - Шољмар ; - Шошкут ; - Шиљшап ; |